# Soft Opening

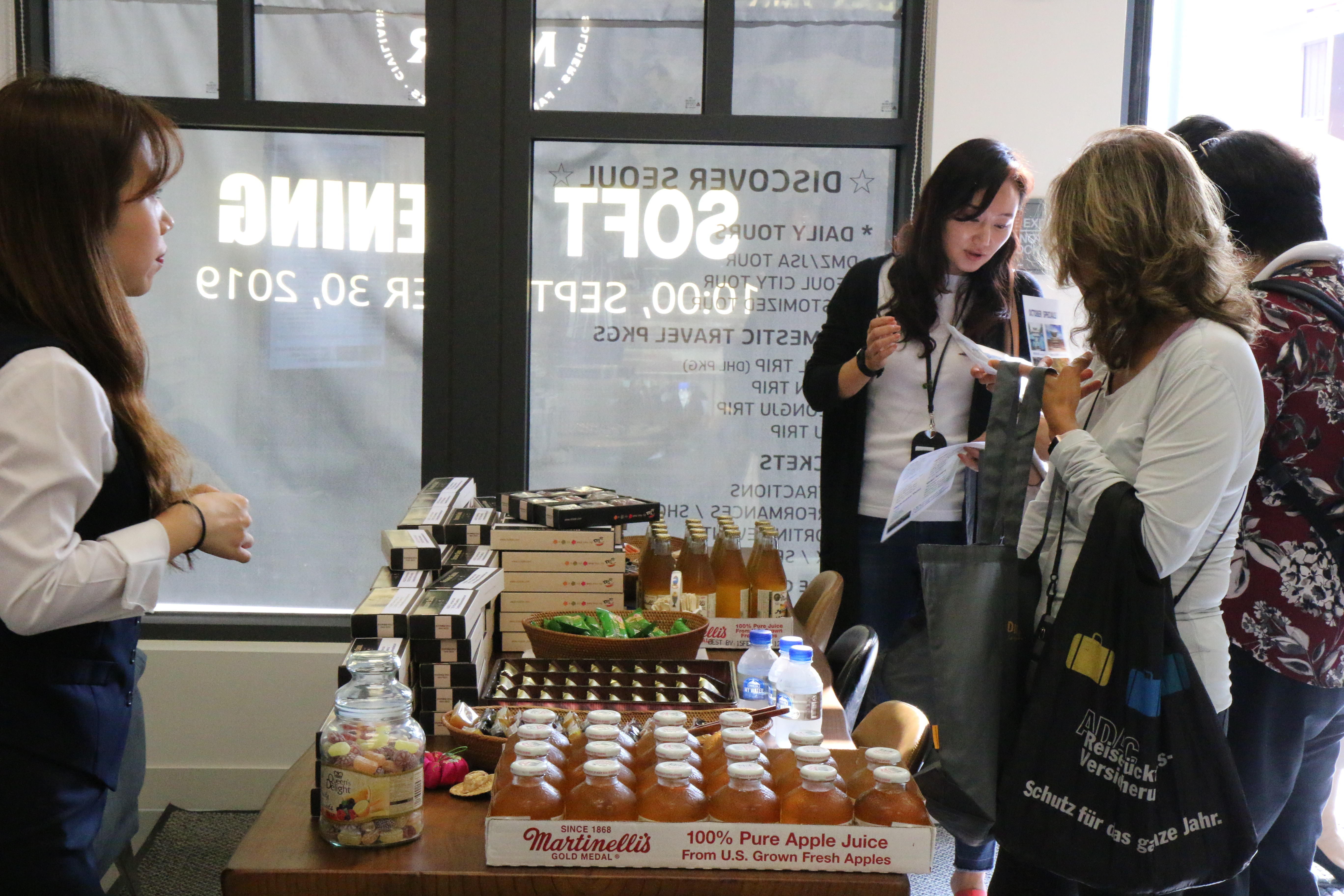
Aufschrift „Soft Opening“ auf dem Schaufenster eines Geschäfts in Seoul (2019)

Als Soft Opening (englisch für Sanfte Eröffnung) wird eine inoffizielle Eröffnung für den Kundenbetrieb bezeichnet (meist bei Hotels), als Abgrenzung zum später angesetzten Grand Opening als offizieller Eröffnung.
Bei dieser Art eines Probebetriebes wird das Hotel mit tatsächlichem, jedoch verringertem Kundenbetrieb getestet. Durch ein Feedback von Test-Gästen können letzte Fehler erkannt und beseitigt werden.